# Yahari Ore no Seishun Love Come wa Machigatteiru.
Yahari Ore no Seishun Love Come wa Machigatteiru. (jap. やはり俺の青春ラブコメはまちがっている。), abgekürzt OreGairu (俺ガイル), international meist My Teen Romantic Comedy SNAFU, ist eine japanische Light-Novel-Serie des Autors Wataru Watari und des Zeichners Ponkan⑧, die zwischen 2011 und 2019 in Japan erschien und seitdem als Manga, Anime-Fernsehserie und Videospiel adaptiert wurde.

## Handlung
Hachiman Hikigaya ist in der Klasse 2 F einer High School, wo er als Einzelgänger und ohne Freunde seine Schulzeit verbringt. Wegen seiner negativen Einstellung bringt ihn seine Lehrerin Shizuka Hiratsuka dazu, in den Serviceklub der Schule einzutreten, deren einziges Mitglied die gutaussehende Yukino Yukinoshita aus der Klasse 2 J ist. Auch sie ist ohne echte Freunde, obwohl sie keine Einzelgängerin ist, doch versucht sie mit Hilfe dieses Klubs dies zu ändern. Die Lehrerin initiiert zwischen beiden Schülern einen Wettbewerb, bei dem es darum geht wer von beiden besser anderen Schülern Ratschläge und Hilfe geben kann. Es gewinnt, wer mehr Erfolg dabei hat. Später tritt noch Yui Yuigahama dem Serviceklub bei, nachdem sie sich zuvor dort Rat eingeholt hat.

## Veröffentlichung
Die Light Novel erscheint im Imprint Gagaga Bunko des Verlages Shōgakukan. Der erste Band erschien am 18. März 2011. Am 19. November 2019 wurde der 14. und letzte Band veröffentlicht.
Die Bände 3 und 7 wurden auch als limitierte Sonderedition mit einer Drama-CD veröffentlicht. Die Bände 4 und 8 erschienen auch als limitierte Sonderedition mit einem Artbook mit Illustrationen von ponkan⑧ und Gastzeichnern. Am 20. August 2013 erschien eine Sammlung von Kurzgeschichten als Band 7.5. Eine weitere Sammlung von Kurzgeschichten wurde als Band 10.5 veröffentlicht, 2021 erschien eine dritte Kurzgeschichtensammlung als Band 14.5
| #    | VÖ-Datum           | ISBN                                                               |
| ---- | ------------------ | ------------------------------------------------------------------ |
| 1    | 18. März 2011      | ISBN 978-4-09-451262-5                                             |
| 2    | 20. Juli 2011      | ISBN 978-4-09-451286-1                                             |
| 3    | 18. November 2011  | ISBN 978-4-09-451304-2 ISBN 978-4-09-451307-3 (limitierte Version) |
| 4    | 16. März 2012      | ISBN 978-4-09-451332-5 ISBN 978-4-09-451333-2 (limitierte Version) |
| 5    | 18. Juli 2012      | ISBN 978-4-09-451356-1                                             |
| 6    | 20. November 2012  | ISBN 978-4-09-451380-6                                             |
| 7    | 19. März 2013      | ISBN 978-4-09-451402-5 ISBN 978-4-09-451403-2 (limitierte Version) |
| 7.5  | 20. August 2013    | ISBN 978-4-09-451434-6                                             |
| 8    | 19. November 2013  | ISBN 978-4-09-451451-3 ISBN 978-4-09-451453-7 (limitierte Version) |
| 9    | 18. April 2014     | ISBN 978-4-09-451482-7                                             |
| 6.5  | 22. Juli 2014      | ISBN 978-4-09-451501-5 ISBN 978-4-09-451502-2 (limitierte Version) |
| 10   | 18. November 2014  | ISBN 978-4-09-451523-7                                             |
| 10.5 | 18. März 2015      | ISBN 978-4-09-451542-8                                             |
| 11   | 24. Juni 2015      | ISBN 978-4-09-451558-9                                             |
| 12   | 20. September 2017 | ISBN 978-4-09-451674-6                                             |
| 13   | 20. November 2018  | ISBN 978-4-09-451762-0                                             |
| 14   | 19. November 2019  | ISBN 978-4-09-451781-1                                             |
| 14.5 | 20. April 2021     | ISBN 978-4-09-453004-9                                             |

Am 5. Juli 2015 gab Yen Press auf der Anime Expo in Los Angeles die Lizenzierung der Light Novel bekannt. Sie wird seit 2016 unter dem Titel My youth romantic comedy is wrong as I expected veröffentlicht.

## Adaptionen

### Anime-Fernsehserie
Vom 4. April bis zum 20. Juni 2013 wurde eine zwölfteilige Animeserie ausgestrahlt, die die ersten sechs Bände umfasst. Am 27. Juni 2013 wurde eine weitere, nicht auf der Light Novel basierende, OVA-Folge ausgestrahlt. Eine zweite Staffel wurde unter dem Titel Yahari Ore no Seishun Love Come wa Machigatteiru. Zoku (やはり俺の青春ラブコメはまちがっている。続) vom 2. April bis 25. Juni 2015 ausgestrahlt.
Crunchyroll sendete die erste Staffel als Simulcast in den Vereinigten Staaten, Kanada, Südafrika, Dänemark, Norwegen, Schweden und Finnland unter dem Titel My Teen Romantic Comedy SNAFU. Die zweite Staffel streamte Crunchyroll als Simulcast in den Vereinigten Staaten und Kanada unter dem Titel My Teen Romantic Comedy SNAFU TOO!. Beide Staffeln wurden in Nordamerika von Sentai Filmworks für den Heimkinomarkt lizenziert. Madman Entertainment veröffentlichte die Serie in Australien.
Anfang 2019 wurde verkündet, dass es nach dem 14. und damit letztem Band der Light Novel Serie eine dritte Staffel geben wird. Im November 2019 wurde im Rahmen des OreGairuFes 2019 bekannt gegeben, dass die dritte Staffel ab April 2020 unter dem Titel Yahari Ore no Seishun Love Come wa Machigatteiru. Kan (やはり俺の青春ラブコメはまちがっている。完) ausgestrahlt werden soll und 12 Folgen beinhalten wird. Für die Umsetzung wird, wie auch für die zweite Staffel, das Animationsstudio feel. verantwortlich sein. Die Ausstrahlung der dritten Staffel wurde jedoch Anfang April 2020 kurzfristig wegen der COVID-19-Pandemie verschoben. Sie wurde schließlich vom 9. Juli bis 24. September 2020 ausgestrahlt. Im Anschluss an die dritte Staffel soll noch eine OVA-Episode veröffentlicht werden.
Der Publisher AniMoon Publishing lizenzierte alle drei Staffeln der Anime-Serie in Deutschland und veröffentlicht diese seit Dezember 2020 unter dem Titel My Teen Romantic Comedy SNAFU auf DVD und Blu-ray. Das erste Volume der ersten Staffel erschien am 18. Dezember 2020, das zweite am 29. Januar 2021, das dritte erschien am 12. März 2021.
Die dritte Staffel wurde in Deutschland zwischen dem 9. Juli und 24. September 2020 zeitgleich zur Ausstrahlung in Japan wöchentlich bei Anime on Demand auf Japanisch mit Untertiteln veröffentlicht und etwas später auch auf Crunchyroll. Zudem wurde die erste Staffel am 13. November 2020 sowie die zweite Staffel am 22. Januar 2021 in OmU ebenfalls auf Anime on Demand veröffentlicht.

#### Musik
Die erste Staffel verwendete im Vorspann Yukitoki (ユキトキ), gesungen von Nagi Yanagi, und im Abspann Hello Alone, gesungen von Saori Hayami and Nao Tōyama, den japanischen Synchronsprecherinnen von Yukino Yukinoshita und Yui Yuigahama. In der zweiten Staffel wurde im Vorspann Harumodoki (春擬き), wieder gesungen von Nagi Yanagi, und im Abspann Everyday World. (エブリデイワールド) verwendet, auch wieder gesungen von Saori Hayami and Nao Tōyama. In der dritten Staffel wurde im Vorspann Megumi no Ame (芽ぐみの雨), ebenfalls gesungen von Nagi Yanagi, und im Abspann Diamond no Jundo (ダイヤモンドの純度) verwendet, erneut gesungen von Saori Hayami and Nao Tōyama.

### Synchronisation
| Rolle               | japanischer Sprecher (Seiyū) | deutscher Sprecher      |
| ------------------- | ---------------------------- | ----------------------- |
| Hachiman Hikigaya   | Takuya Eguchi                | Felix Mayer             |
| Yukino Yukinoshita  | Saori Hayami                 | Alice Bauer             |
| Yui Yuigahama       | Nao Tōyama                   | Sarah Tkotsch           |
| Saika Totsuka       | Mikako Komatsu               | Esther Brandt           |
| Hayato Hayama       | Takashi Kondō                | Dennis Saemann          |
| Yumiko Miura        | Marina Inoue                 | Jana Schölermann        |
| Hina Ebina          | Nozomi Sasaki                | Fabienne Hesse          |
| Saki Kawasaki       | Ami Koshimizu                | Nicole Hise             |
| Kakeru Tobe         | Chado Horii                  | Dirk Stollberg          |
| Yamato              | Yoshihisa Kawahara           | Marcel Liedko           |
| Ōoka                | Minoru Kotobuki              | Patrick Kropp           |
| Minami Sagami       | Minako Kotobuki              | Poetine Alija           |
| Shizuka Hiratsuka   | Ryōka Yuzuki                 | Daniela Bette-Koch      |
| Komachi Hikigaya    | Aoi Yūki                     | Jana Dunja Gries        |
| Yoshiteru Zaimokuza | Nobuyuki Hiyama              | Benedikt Gutjan         |
| Haruno Yukinoshita  | Mai Nakahara                 | Mayke Dähn              |
| Taishi Kawasaki     | Ayumi Murase                 | Tom Sielemann           |
| Rumi Tsurumi        | Sumire Morohoshi             | Laura Elßel             |
| Meguri Shiromeguri  | Azumi Asakura                | Lisa Dzyadyk            |
| Iroha Isshiki       | Ayane Sakura                 | Lea Kalbhenn            |
| Kaori Orimoto       | Haruka Tomatsu               | Luisa Wietzorek         |
| Chika Nakamachi     | Saki Fujita                  | Francis Dichmann        |
| Tamanawa            | Satoshi Hino                 | Tobias John von Freyend |

### Videospiele
Am 19. September 2013 veröffentlichte 5pb. ein Spiel mit dem Namen Yahari Game demo Ore no Seishun Love Come wa Machigatteiru. Der limitierten Version lag eine Bonusanimefolge auf Blu-ray bei. Zur zweiten Staffel erschien am 27. Oktober 2016 von 5pb. das Videospiel Yahari Game demo Ore no Seishun Love Come wa Machigatteiru. Zoku, dessen Special-Edition ebenfalls eine Bonusepisode des Anime beilag. Zur dritten Staffel wurde ebenfalls ein Videospiel angekündigt, dass von Mages entwickelt wird.